# شیرین محسنی
شیرین محسنی (زاده ۱۳۵۹ ولسوالی شهرستان دایکندی) سیاستمدار افغانستانی است. وی نماینده مردم ولایت دایکندی در دوره‌های پانزدهم و شانزدهم مجلس نمایندگان بود. همچنان وی در مجلس شانزدهم نمایندگان افغانستان عضو کمیسیون امور زنان، جامعه مدنی و حقوق بشر بود.

## زندگی‌نامه
شیرین محسنی زاده ۱۳۵۹ از ولسوالی شهرتان ولایت دایکندی می‌باشد. وی تحصیلات مدرسه‌ای خود را در در لیسه بنت الهدی در دایکندی به دست آورد و توانست مدرک لیسانس خود را در رشته فقه و حقوق از دانشگاه خاتم النبیین کابل بدست آورد.

## دیگر فعالیت‌ها
دیگر فعالیت‌های ایشان:
- وکیل در لویه جرگه اضطراری.
- وکیل منتخب مردم دایکندی در دوره پانزدهم مجلس نمایندگان.
- چهار سال تدریس.
- وکیل در لویه جرگه قانون اساسی.